# Amphithalea
Genre
Synonymes
- Coelidium Vogel ex Walp.[2]

Amphithalea est un genre de plantes à fleurs dicotylédones de la famille des Fabaceae, sous-famille des Faboideae, originaire d'Afrique du Sud, qui comprend une vingtaine d'espèces acceptées.

## Étymologie
Le nom générique, « Amphithalea », est formé de deux racines grecques : ἀμφίς (amphís), « des deux côtés », et θάλεια (tháleia) ou θάλια (thália) « florissant », dérivés du verbe θάλλω (thállō), « prospérer », en référence à la floraison répartie autour des tiges.

## Liste d'espèces
Selon Catalogue of Life (23 octobre 2018) :
- Amphithalea alba Granby
- Amphithalea axillaris Granby
- Amphithalea biovulata (Bolus)Granby
- Amphithalea bodkinii Dummer
- Amphithalea concava Granby
- Amphithalea cuneifolia Eckl. & Zeyh.
- Amphithalea ericifolia (L.)Eckl. & Zeyh.
- Amphithalea fourcadei Compton
- Amphithalea imbricata (L.)Druce
- Amphithalea intermedia Eckl. & Zeyh.
- Amphithalea micrantha (E.Mey.)Walp.
- Amphithalea oppositifolia L.Bolus
- Amphithalea phylicoides Eckl. & Zeyh.
- Amphithalea sericea Schltr.
- Amphithalea speciosa Schltr.
- Amphithalea stokoei L.Bolus
- Amphithalea tomentosa (Thunb.)Granby
- Amphithalea violacea (E.Mey.)Benth.
- Amphithalea virgata Eckl. & Zeyh.
- Amphithalea williamsonii Harv.